# The Impossible Dream
"The Impossible Dream" er en komposition fra 1965 af Joe Darion og Mitch Leigh. Sangen kendes også under titlen "The Quest".
Sangen er indspillet af en lang række kunstnere, både i forbindelse med musicalopførelse men også som decideret sang.

## Musicalen
"The Impossible Dream" er det bedst kendte af numrene fra musicalen Man Of La Mancha, ligeledes skrevet af Joe Darion og Mitch Leigh i 1965. Musicalen tager sit udgangspunkt i historien om 'Ridderen af den bedrøvelige skikkelse', Don Quijote.
Komponisten Mitch Leigh og tekstforfatteren Joe Darion havde kun denne ene succes, både sammen og hver for sig. Til gengæld var der tale om en markant succes, der alene på Broadway blev opført 2.328 gange.
Musicalen er oversat fra engelsk til en række andre sprog, heriblandt dansk. Herhjemme er den opført med Jesper Langberg i hovedrollen som Don Quijote.

## Elvis Presleys udgaver
Elvis Presley indspillede "The Impossible Dream" som en live-optagelse fra Madison Square Garden, New York, den 10. juni 1972. Den blev udsendt på LP'en Elvis As Recorded At Madison Square Garden i juni 1972.
Elvis lavede endnu en pladeudgivelse med "The Impossible Dream", det er en live-optagelse fra The Hilton Hotel i Las Vegas fra den 16. februar 1972. Denne indspilning findes på albummet He Walks Beside Me – Favourite Songs Of Faith And Inspiration, udsendt i februar 1978, et halvt år efter Elvis Presleys død.

## Andre kunstnere
Blandt de mange, der har sunget sangen, kan der udover Elvis Presley nævnes bl.a.:
- Richard Kiley (den 'originale' udgave fra Broadway-musicalen)
- Diana Ross and The Supremes
- Cher
- Tom Jones
- Andy Williams
- Roger Whittaker
- Eddie Murphy
- Frank Sinatra
- Jacques Brel
- Plácido Domingo
- Glen Campbell
- Roberta Flack
- Shirley Bassey
- Liberace
- Christopher Lee
- Stig Rossen
- Susan Boyle
- Brian Stokes Mitchell
- Michael Douglas
- Ken Boothe